# Trzeciewiec (gromada)
Trzeciewiec – dawna gromada, czyli najmniejsza jednostka podziału terytorialnego Polskiej Rzeczypospolitej Ludowej w latach 1954–1972.
Gromady, z gromadzkimi radami narodowymi (GRN) jako organami władzy najniższego stopnia na wsi, funkcjonowały od reformy reorganizującej administrację wiejską przeprowadzonej jesienią 1954 do momentu ich zniesienia z dniem 1 stycznia 1973, tym samym wypierając organizację gminną w latach 1954–1972.
Gromadę Trzeciewiec z siedzibą GRN w Trzeciewcu utworzono – jako jedną z 8759 gromad na obszarze Polski – w powiecie bydgoskim w woj. bydgoskim, na mocy uchwały nr 24/3 WRN w Bydgoszczy z dnia 5 października 1954. W skład jednostki weszły obszary dotychczasowych gromad Trzeciewiec i Włóki ze zniesionej gminy Dobrcz w powiecie bydgoskim oraz obszary dotychczasowych gromad Kozielec i Suponin ze zniesionej gminy Pruszcz w powiecie świeckim w tymże województwie. Dla gromady ustalono 22 członków gromadzkiej rady narodowej.
Gromadę zniesiono 31 grudnia 1959, a jej obszar włączono do gromady Dobrcz w tymże powiecie.